# André Wilms
André Wilms (Strasburgo, 29 aprile 1947 – Parigi, 9 febbraio 2022) è stato un attore francese.

## Biografia
Nel 1989 partecipò al film di Patrice Leconte L'insolito caso di Mr. Hire. Apparve anche in film tedeschi, tra cui Europa Europa, e finlandesi, tra cui alcuni lungometraggi di Aki Kaurismäki; per uno di questi, Vita da bohème, ottenne il Premio per miglior attore non protagonista agli European Film Awards del 1992. Nel 2017 affiancò Charlotte Rampling nel film Hannah.

## Filmografia parziale
- Le Tartuffe, regia di Gérard Depardieu (1984)
- Campo d'onore (Champ d'honneur), regia di Jean-Pierre Denis (1987)
- La vita è un lungo fiume tranquillo  (La vie est un long fleuve tranquille), regia di Étienne Chatiliez (1988)
- La lettrice (La Lectrice), regia di Michel Deville (1988)
- Uno strano punto per incontrarsi (Drôle d'endroit pour une rencontre), regia di François Dupeyron (1988)
- L'insolito caso di Mr. Hire (Monsieur Hire), regia di Patrice Leconte (1989)
- Zia Angelina (Tatie Danielle), regia di Étienne Chatiliez (1990)
- Europa Europa, regia di Agnieszka Holland (1990)
- Vita da bohème (La Vie de bohème), regia di Aki Kaurismäki (1992)
- L'inferno (L'Enfer), regia di Claude Chabrol (1994)
- Leningrad Cowboys Meet Moses, regia di Aki Kaurismäki (1994)
- Juha, regia di Aki Kaurismäki (1999)
- Tanguy, regia di Étienne Chatiliez (2001)
- Una parte di cielo (Une part du ciel), regia di Bénédicte Liénard (2002)
- Vendette di famiglia (Bienvenue Chez Les Rozes), regia di Francis Palluau (2003)
- Ricky - Una storia d'amore e libertà (Ricky), regia di François Ozon (2009)
- La vera storia del gatto con gli stivali (La Véritable Histoire du chat botté), regia di Jérôme Deschamps (2009) - voce
- Miracolo a Le Havre (Le Havre), regia di Aki Kaurismäki (2011)
- Americano, regia di Mathieu Demy (2011)
- Un castello in Italia (Un Château en Italie), regia di Valeria Bruni Tedeschi (2013)
- Hannah, regia di Andrea Pallaoro (2017)
- La donna più assassinata del mondo (La femme la plus assassinée du monde), regia di Franck Ribière (2018)
- Regine del campo (Une belle équipe), regia di Mohamed Hamidi (2019)
- Le Sel des larmes (Il sale delle lacrime), regia di Philippe Garrel (2020)
- Maigret, regia di Patrice Leconte (2022)

## Doppiatori italiani
- Oliviero Dinelli in L'inferno, Regine del campo
- Giuliano Santi in L'insolito caso di Mr. Hire
- Rodolfo Bianchi in Miracolo a Le Havre
- Stefano De Sando in Hannah
- Luca Biagini in La donna più assassinata del mondo
- Gianni Giuliano in Maigret